# 30 días juntos
30 dias juntos è una miniserie della catena Argentina Cosmopolitan TV America Latina. La fiction è stata registrata nel mese di maggio 2012 e ha debuttato il 19 settembre 2012. Ha come protagonisti María Eugenia Suárez, Nicolás Pauls e Valentin Villafane, insieme alle attrici Inés Palombo, Mariana Balsa e Justina Bustos.

## Trama
Leni aveva pianificato un viaggio insieme al suo fidanzato Lucas, ma i suoi piani cambiano quando deve cambiare il gesso alla sua gamba destra che già si era recuperata da una rottura. A seguito di questo, Leni deve eseguire il trattamento riabilitativo con Julian, il suo fisioterapista. Questo trattamento richiede che Leni rimanga a casa e lasci che il suo fidanzato viaggi da solo.

## Curiosità
- La canzone Nada es Igual è stata scritta da María Eugenia Suárez.

## Episodi
| Stagione       | Episodi | Prima TV Argentina | Prima TV Italia |
| -------------- | ------- | ------------------ | --------------- |
| Prima stagione | 13      | 2012               | inedita         |